# 林俊逸
林俊逸（1979年1月11日—），台灣歌手，出生於高雄市，文藻外國語文專科學校五專部法國語文科（副修英文）畢業。他是台視《五燈獎》〈小朋友歌唱比賽〉第一位五度五關得主，在過關後的1991年至1993年間陸續發行五張個人專輯，並以首張專輯《用愛擁抱世界》入圍第4屆金曲獎最佳新人獎。
在2011年11月於中視歌唱選秀節目第一屆《華人星光大道》PK踢館賽中創下4戰全勝紀錄，接著在2012年2月於中視模仿選秀節目第一屆《超級模王大道》模仿費玉清，不論是唱歌時的表情、腔調與動作和費玉清本人高度相似，並運用其獨特聲線搭配個人創意，巧妙詮釋其他知名歌手的歌曲，因此瞬間爆紅。同年8月12日「模王」總冠軍賽中奪得冠軍。
林俊逸與侯佩岑搭擋主持《樂光寶盒》，該節目於2013年獲得第48屆金鐘獎綜藝節目主持人獎提名；與黃韻玲搭擋主持的《音樂萬萬歲3》則先後於2015年及2016年獲得第50屆金鐘獎及第51屆金鐘獎綜藝節目主持人獎提名；與陶晶瑩和吴怡霈搭擋主持的《星光大道》於2016年獲得第51屆金鐘獎綜藝節目主持人獎提名。
2023年7月發行《上好的一年》全台語創作專輯，9月30日在Zepp New Taipei舉辦《林俊逸 上好的一年 巡迴演唱會》，2024年以《上好的一年》專輯入圍第35屆金曲獎最佳台語男歌手獎。

## 歷程
1991年，12歲參加台視《五燈獎》〈小朋友歌唱比賽〉，榮獲二十五關衛冕最高榮譽（五度五關）。
1991年，首張專輯《用愛擁抱世界》入圍第4屆金曲獎最佳新人獎，之後陸續發行五張個人專輯。
1999年，考進台北愛樂合唱團與台灣青年合唱團，擔任青年團團長、成立盤子男聲四重唱（TK Platters Male Quartet）並擔任音樂總監。
2000年，開始參與和聲工作，配唱過的歌手包括順子、羅志祥、劉畊宏、戴愛玲、康晉榮、劉若英、黃韻玲。
2002年，成立美麗人聲重唱團（Bela Voce Singers）、在台北愛樂兒童合唱團音樂劇《約瑟夫與神奇彩衣》（Joseph And His Amazing Technicolor Coat）中飾男主角約瑟夫，並陸續與音樂劇坊、大風劇團、春禾劇團等合作並擔任演員。
2004年，開始擔任舞台劇音樂設計，並於台大體育館迴廊咖啡廳舉辦生平第一次的音樂會【暗戀爵士　林俊逸獨唱會】。
2007年，開始在台北EZ5 Pub擔任駐唱歌手（2007起至2012/10/10，目前暫別EZ5）。
2008年，在如果兒童劇團舞台劇《故事書裡面的故事》擔任副導演。
2008年，演唱大愛劇場《竹音深處》片尾曲《你打開我的眼睛》。
2009年，執導文建會兒童藝術節得獎作品《守護天使》。
2011年，參加浙江衛視選秀節目《非同凡響》大賽獲第五名，同年並參加中視選秀節目《華人星光大道》踢館賽。
2012年，參加中視選秀節目《超級模王大道》，獲得總冠軍，並創下11次的表演滿分紀錄。
2012年，於Legacy Taipei參與《【果核音樂計畫】黃韻玲x林俊逸x女朋友 男朋友新聲音》音樂會。
2012年，參與莎士比亞的妹妹們的劇團舞台劇《膚色的時光》，飾演Jean一角。
2012年，於Legacy Taipei舉辦《1949 月光 林俊逸新專輯發表演唱會》。
2013年，個人第七張專輯《禮物  Present》。
2014年，個人第八張專輯《絕對主義》。
2014年，參與如果兒童劇團《小花》，飾演阿星老師。
2015年，與黃韻玲主持公視《音樂萬萬歲3》。
2015年，參與主持華視《星光大道》，林俊逸，陶晶瑩、吳怡霈聯合主持。
2015年，參與全民大劇團《同學會》，飾演羅執恆。
2015年，參與全民大劇團《情人哏裡出西施》，飾演范蠡。
2016年，大愛劇場 林燕玉的故事，飾演女主角(阿燕)生命旅途中第一個重要的男生(阿俊)。
2016年，台灣電視公司溫馨情感勵志劇 「加油！美玲」；飾演女主角(美玲)秀髮廊美髮工作的指導老師(賴英傑)。
2016年，參與如果兒童劇團《舅舅的閣樓》，飾演外公。
2017年，參與全民大劇團《情人哏裡出西施》，飾演范蠡。
2018年3月，10月 參與全民大劇團《賽貂蟬》，飾演呂布
2018年10月，參與如果兒童劇團《舅舅的閣樓》，飾演外公
2019年2月，參與如果兒童劇團x公視《追夢Doremi》，飾演導演振強
2019年3月，參與全民大劇團《賽貂蟬》，飾演呂布
2020年9月，春河劇團《救救歡喜鴛鴦樓》 
2021年11月, 春河劇團《好好愛我 青春追夢人 校園歌喉讚》 
2023年7月, 春河劇團《叫我林彩香》擔任音樂設計總監 
2023年7月, 發行《上好的一年》全台語創作專輯
2023年9月, 舉辦《林俊逸 上好的一年 巡迴演唱會》/Zepp New Taipei
2024年5月, 以《上好的一年》專輯入圍第35屆金曲獎最佳台語男歌手獎
2024年8月, 全民大劇團《腦內失控的itunes》

## 音樂作品

### 個人專輯
| 發行日期       | 專輯名稱                 | 唱片公司 | 曲目 | 附註                              |
| -------------- | ------------------------ | -------- | --- | --------------------------------- |
| 1991年1月1日   | 《用愛擁抱世界》         | 名冠唱片 | 歌名 01.夢駝鈴 02.我是不是你最疼愛的人 03.掌聲響起 04.我家在哪裡 05.萍聚 06.驛動的心 07.魯冰花 08.半夢半醒之間 09.我悄悄矇上你的眼睛 10.我還年輕 11.真實的夢 12.香蕉船                                     | *入圍第4屆金曲獎最佳新人獎        |
| 1992年1月1日   | 《林俊逸V.S.4個小女人》  | 名冠唱片 | 歌名 01.騙阿財 02.樹尾風 03.我不是歹囝仔 04.憨只有憨一擺 05.無聊的愛情 06.心掛意無路用 07.第三杯酒 08.絕情雨 09.愛情恰恰 10.為你打拼 11.六月台風七月水災 12.等久是你的 13.那無你是要按怎 14.不通貪杯要趕茫 |                                   |
| 1992年1月1日   | 《年少的夢：年少新情1》  | 名冠唱片 | 歌名 01.你喜歡我的歌嗎 02.青梅竹馬 03.紅蜻蜓 04.記得我們有約 05.珍重再見 06.特別的愛給特別的你 07.紅紅青春敲啊敲 08.請把視線留在我身邊 09.我的未來不是夢 10.明天會更好(中英雙語演唱)                       |                                   |
| 1992年2月17日  | 《林俊逸閩南語專輯》     | 名冠唱片 | 歌名 01.南都夜曲 02.放浪人生 03.星星知我心 04.秋怨 05.媽媽請你也保重 06.黄昏的故鄉 07.西北雨 08.思慕的人 09.河邊春夢 10.淡水暮色 11.舊情綿綿 12.快樂的出帆                                                 |                                   |
| 1993年2月17日  | 《年少的夢年少新情2》    | 名冠唱片 | 歌名 01.夏之旅 02.海裡來的沙 03.看我、聽我 04.童年 05.木棉道 06.夏之旅(kala) 07.為何夢見她 08.讓我們看雲去 09.外婆的澎湖灣 10.我的歌 11.這個世界 12.神話                                                   |                                   |
| 2012年8月8日   | 《再現風華》(EP)         | 果核音樂 | 歌名 1.一翦梅 2.送你一把泥土 3.愛神的箭 4.挑夫 | [ 3 ]                             |
| 2012年12月13日 | 《1949月光》             | 果核音樂 | 歌名 01.秋夜 02.故人香 03.永遠的微笑 04.雨夜花 05.如果沒有你 06.玫瑰香 07.思慕的人 08.傳奇 09.又見溜溜的他 10.魂縈舊夢 11.一生守候 12.月光詠嘆                                                             | [ 4 ] [ 5 ]                       |
| 2013年5月4日   | 《禮物The Presents》     | 果核音樂 | 歌名 01.母親您真偉大 02.遊子吟 03.讓世界都聽見 04.心肝寶貝 05.月光河 06.媽媽的眼睛 07.天燈 08.心有靈犀 09.牽手 10.信仰 11.在銀色月光下 12. Ave Maria                                                       |                                   |
| 2014年5月8日   | 《絕對主義－聆聽逸世紀》 | 果核音樂 | 歌名 01.開花結果 02.撲火 03.寂寞會殺人 04.幸福嗎 05.遊牧 06.交給我 07.很愛妳 08.放手以後 09.畫梅 10.Love is the only                                                                                       |                                   |
| 2023年7月27日  | 《上好的一年》           | 亞神音樂 | 歌名 01.家己 02.路是家己咧行 03.伴 04.啉啦啉啦 05.閣一擺 06.予你的歌 07.兩人的代誌 08.上好的一年 | *入圍第35屆金曲獎最佳台語男歌手獎 |

### 參與過的專輯
| 發行   | 日期     | 專輯名稱                              | 唱片公司 | 曲目                                     | 附註                         |
| ------ | -------- | ------------------------------------- | -------- | ---------------------------------------- | ---------------------------- |
| 2004年 | 06月15日 | 《20 30 40 愛得精彩》                 | 滾石唱片 | Cara Mia (Ot:親愛的你)                   | 《20 30 40電影原聲帶》插曲   |
| 2005年 | 08月12日 | 《好美麗診所-嘿哈》                   | 福茂唱片 | 一分鐘、月亮我願意                       | 《好美麗診所電視原聲帶》插曲 |
| 2009年 | 05月1日  | 《幸福的臉》                          | 静思人文 | 微笑的月光                               | 《地球的孩子》片尾曲         |
| 2009年 | 05月19日 | 《在我們之間的事》(EP)                | 亞神音樂 | 蝶戀                                     | 仙劍ONLINE主题曲             |
| 2010年 | 07月28日 | 《果核GROW成長音樂劇錄片》            | 果核音樂 | 很久以前很久以後、你是我唯一的執着、蝶戀 |                              |
| 2010年 | 09月24日 | 《美好歲月》                          | 果核音樂 | 關於愛的二三事                           | 黄韻玲;林俊逸                |
| 2011年 | 04月1日  | 《發燒39.8℃》                         | 世音文化 | 蝶戀                                     | 黄韻玲;林俊逸                |
| 2011年 | 06月21日 | 《非同凡響門徒作品》                  | 蝦米網   | 在銀色的月光下                           | (30秒demo)                   |
| 2011年 | 07月27日 | 《非同凡響草根19進10特輯》(Live CD)   | 浙江衛視 | 心动                                     | 林俊逸;文雅                  |
| 2011年 | 08月3日  | 《非同凡響巔峰1對1比賽特輯》(Live CD) | 浙江衛視 | 傳奇                                     |                              |
| 2011年 | 08月11日 | 《非凡10進9比賽特輯》(Live CD)        | 浙江衛視 | 我願意、愛如潮水                         |                              |
| 2011年 | 08月17日 | 《非凡9進8比賽特輯》(Live CD)         | 浙江衛視 | 有你的快樂、You Raise Me Up              |                              |

### 單曲、合唱曲
| 日期   | 單曲                  | 附注                                             |
| ------ | --------------------- | ------------------------------------------------ |
| 2004年 | 『Cara Mia』          | 電影《20 30 40》插曲                             |
| 2005年 | 『一分鐘』            | 東森電視台《好美麗診所》片尾曲                   |
| 2005年 | 『月亮我願意』        | 東森電視台《好美麗診所》插曲                     |
| 2008年 | 『你打開我的眼睛』    | 大愛電視台《竹音深處》片尾曲                     |
| 2009年 | 『蝶戀』              | 《仙劍ONLINE》主題曲，與黄韻玲合唱               |
| 2009年 | 『微笑的月光』        | 大愛電視台《地球的孩子》片尾曲                   |
| 2010年 | 『關於愛的二三事』    | 與黄韻玲合唱                                     |
| 2010年 | 『很久以前 很久以後』 | 臺灣戲劇表演家劇團《預言》主題曲                 |
| 2010年 | 『你是我唯一的執著』  | 電視劇《白色巨塔》主題曲                         |
| 2019年 | 『不到海南岛』        | 与黄明志合唱，并收錄於黃明志个人专辑《亚洲通牒》 |
| 2022年 | 『路彎彎』            | 大愛電視台《隨風 隨緣》片尾曲                    |
|        |                       |                                                  |

## 演唱會

### 主唱、來賓
- 2004年5月15日《暗戀爵士-林俊逸獨唱會》台大迴廊咖啡廳。[6]
- 2004年 桃園國際歌謠節《歌謠列車》&《歌謠花園》
- 2004年 9月24-25日《最愛 醉瑷》葉璦菱演唱會特別來賓
- 2006年12月12日 《暗戀爵士Broadway Baby-林俊逸獨唱会》文藻外語學院。[7]
- 2010年 8月 8日 林俊逸《父親節 林家花園個人演唱會》
- 2010年10月23日 我們的美好歲月-黃韻玲及她的朋友們 演唱會。[8]
- 2012年 8月30日【果核音樂計畫】黃韻玲x林俊逸x[女朋友 男朋友]新聲音。[9]
- 2012年 9月30日 《2012新北市民歌賞》
- 2012年12月14日 《1949 月光 林俊逸新專輯發表演唱會》。[10]
- 2012年12月23日 《2012新北市歡樂耶誕城》
- 2013年 1月 4日上海大舞臺、6日北京國家體育館ONE DAY黃韻玲作品群星演唱會[11]
- 2013年 2月17日 美國Reno巨星賀歲演唱會[12]
- 2013年 2月24日 中台灣元宵燈會-模王之夜(台中文心森林公園)[13]
- 2013年 5月12日黃韻玲《春暖花開》演唱會特別來賓
- 2013年 5月18日- 6月 2日 江蕙2013《鏡花水月》演唱會特別來賓(共十場)
- 2013年 6月 8日苗北模王秀[14]
- 2013年 6月13日2013澎湖海上花火節[15]
- 2013年 6月29日2013夏戀嘉年華(花蓮)金曲之夜[16]
- 2013年 6月30日綠色基隆 夏夜港都懷念音樂會
- 2013年 7月    林俊逸售票見面會(5日台北Legacy、7日台中方舟、20日高雄駁二)
- 2014年 8月23日 林俊逸【絕對主義-聆聽逸世紀】演唱會 台北國際會議中心
- 2014年 8月30日 林俊逸【絕對主義-聆聽逸世紀】演唱會 高雄澄清湖會館
- 2019年 1月9日 林俊逸【幸福的故事】演唱會 台北Legacy
- 2019年 1月11日 林俊逸【幸福的故事】演唱會 台中Legacy
- 2020年 1月3日 親民黨祈福音樂會
- 2020年 3月27日林俊逸,趙詠華《華逸登場》演唱會 台北國際會議中心
- 2023年 9月30日林俊逸《上好的一年》巡迴演唱會 Zepp New Taipei

### 合聲作品
- 2005年河岸留言《黃韻玲小型演唱會》
- 2007年-2012年 黃韻玲《春暖花開》演唱會
- 2008年12月 6日 十八週年《Pub英雄會》演唱會
- 2008年12月6.7日Simple Life《簡單生活節》黃韻玲演唱會
- 2008年12月12日范逸臣《無樂不作》演唱會
- 2009年9月5日文章《聲色文章》北京演唱會
- 2009年棒棒堂男孩《我是傳奇》演唱會
- 2010年黃韻玲 2010 First《荒島音樂節》內地巡迴演唱會(北京、上海、廣州)
- 2010年《往事只能回味：劉家昌音樂會》
- 2010年《玲距離 聽! 黃韻玲 用鋼琴說音樂》 (2011/12/18)

## 劇場&合唱團

### 劇目&角色
2002年
- 大風音樂劇場《威尼斯商人》飾演羅倫佐
- 台北愛樂音樂劇《約瑟夫與神奇彩衣》飾演男主角約瑟夫

2003年
- 春禾劇團《愛情有什麼道理》飾演歌隊小天使&歌唱排練助理
- 第四十屆金馬獎頒獎典禮表演節目《黑道三部曲》（春禾劇團）

2004年
- 春禾劇團《媽在江湖》飾演冬靈幫二當家
- 親一下兒童劇團全美語兒童音樂劇《蜜拉的秘密》飾演芭蕾舞老師
- 如果兒童劇團《現代諾亞方舟-動物園的故事》
- 國片輔導金短片《秋天的藍調》飾演阿信

2005年
- 郭強生《慾望街車》
- 如果兒童劇團《誰是聖誕老公公》飾演薑茶老伯伯及Momo老師
- 如果兒童劇團《輕輕公主》
- 如果兒童劇團《豬探長的秘密檔案-通通不許動》飾演猴子導演

2006年
- 如果兒童劇團《2006版豬探長的祕密檔案-統統不許動》飾演猴子導演
- 如果兒童劇團《狗狗Lucky歷險記》飾演老師
- 如果兒童劇團《六道鎖》飾演比比多
- 如果兒童劇團《公主復仇記》飾演胡蜂
- 如果兒童劇團《隱形貓熊回來囉！》飾演偶像歌手Apple Pie、毛伯伯及警察

2007年
- 莎士比亞的妹妹們的劇團《殘》
- 如果兒童劇團《秘密花園》飾演班爺爺
- 台北藝術大學戲劇系畢製獨呈《最後一夜》
- 春禾劇團《四季的童話》（原名春禾十八招）飾演冠至、鴻昌、小護士、工人

2008年
- 如果兒童劇團《小花》飾演阿星老師
- 如果兒童劇團《東方夜譚》飾演百里飛、樵夫、土匪、警察及張家村民
- 如果兒童劇團《如果故事音樂Party》
- 如果兒童劇團《故事書裡面的故事》副導演@台北市城市舞台

2009年
- 如果兒童劇團《隱形貓熊3-女生無敵》
- 如果兒童劇團《爺爺的旅行》
- 莎士比亞的妹妹們的劇團《膚色的時光》飾演Jean
- 如果兒童劇團《守護天使》導演@台北市政府親子劇場

2010年
- 如果兒童劇團《伊卡寶藏大冒險》
- 如果兒童劇團《東方夜譚》飾演百里飛、樵夫、土匪、警察及張家村民

2011年
- 如果兒童劇團《舅舅的閣樓》飾演外公
- 莎士比亞的妹妹們的劇團《李小龍 阿砸一聲》飾演說書人

2012年
- 莎士比亞的妹妹們的劇團《膚色的時光》飾演Jean[17]

2014年
- 如果兒童劇團《小花》飾演阿星老師

2015年
- 全民大劇團《同學會》飾演羅執恆
- 全民大劇團《情人哏裡出西施》飾演范蠡

2016年
- 如果兒童劇團《舅舅的閣樓》飾演外公

2018年
- 全民大劇團《賽貂蟬》 飾演呂布
- 如果兒童劇團《舅舅的閣樓》飾演外公

2019年
- 如果兒童劇團x公視《追夢 Do Re Mi》 飾演導演振強
- 全民大劇團《賽貂蟬》 飾演呂布

2020年
- 春河劇團《救救歡喜鴛鴦樓》 飾演安德森，並擔任協力作曲

2021年
- 春河劇團《好好愛我 青春追夢人 校園歌喉讚》

2023年
- 春河劇團《叫我林彩香》 音樂設計總監

2024年
- 全民大劇團《腦內失控的itunes》

### 經歷
1999年
- 進入台北愛樂合唱團
- 進入台灣青年合唱團並擔任青年團團長
- 成立盤子男聲四重唱（TK Platters Male Quartet）任音樂總監

2000年
- 淡江合唱團美國巡迴演唱會　隨行翻譯及音樂會主持人
- 美國第二代百老匯劇團《舖軌》製作助理（台北愛樂文教基金會）

2001年
- 台北愛樂合唱團《福音彌撒》（Gospel Mass）男高音領唱
- 淡江合唱團　助理指揮
- 台灣青年合唱團澳洲巡迴演唱會　隨行翻譯及音樂會主持人

2002年
- 成立美麗人聲重唱團（Bela Voce Singers）

2003年
- 春禾劇團《郎姑的脫口秀-台灣怪奇錄之家屬答禮》鍵盤手
- 春禾劇團《郎姑的脫口秀-台灣怪奇錄之狀況來了問題不大》音樂設計、鍵盤手及配唱
- 春禾劇團《愛情哇沙米》歌唱指導
- 春禾劇團暑期《魔幻種子戲劇夏令營》分組小老師
- 大風音樂劇場《經典大風》兒童音樂劇選粹 合唱團聲樂指導

2004年
- 春禾劇團《郎姑的脫口秀-台灣怪奇錄之女人 瘦不了》音樂設計、鍵盤手
- 親一下(Kiss Me)劇團全美語兒童音樂劇《蜜拉的秘密》(Myra's Secret)音樂設計暨原聲帶製作人
- 蘋果電腦電視廣告配樂製作
- 中國信託玫瑰大眾in music we trust聯名卡活動主題曲《就是要正》製作人

2005年
- 郭強生《慾望街車》插曲『It’s Only a Paper Moon』音樂製作及歌唱指導
- 春禾劇團《皆大歡喜 郎強秀》音樂設計暨鍵盤手
- 台北藝術大學劇場藝術研究所畢製《婚姻場景》音樂/音效設計暨執行
- 台北藝術大學戲劇系畢製《Nice to Meet You》音樂/音效設計暨執行

2006年
- 台北藝術大學戲劇系畢製獨呈《a Number》音樂設計
- 台北藝術大學劇場藝術研究所畢製《紅色凡妮莎》音樂/音效設計
- 嵐創作體全英文百老匯音樂劇《拜訪森林》歌唱指導
- 韓國Paju英語村音樂總監

2007年
- 台北藝術大學 戲劇系學期製作《一口箱子》音樂／音效設計
- 東森電視台《轉角*遇到愛》配樂設計
- 曉劇場《十歲》音樂設計
- 台北藝術大學 戲劇系畢製《此屋不堪使用》、《淡水》音樂設計

2008年
- 如果兒童劇團《故事書裡面的故事》副導演

2009年
- 莎士比亞的妹妹們的劇團《膚色的時光》和聲設計／合唱指導（A capella 編曲）
- 台北藝術大學戲劇學院學期製作《05161973辛波絲卡》合唱指導
- 文建會兒童藝術節得獎作品《守護天使》導演(如果兒童劇團)

2010年
- 莎士比亞的妹妹們的劇團《麥可傑克森》A capella 編曲
- 如果兒童劇團《奧陀曼山傳奇》、《收音機劇場》音樂設計

2012年
- 莎士比亞的妹妹們的劇團《膚色的時光》和聲設計／合唱指導（A capella 編曲）

## 比賽

### 非同凡響
於2011年參與浙江衛視選秀節目《非同凡響》，歷經三個月的挑戰最後獲第五名。(2011年7月23日－9月17日)

### 第一屆超級模王大道
於2012年參加中視選秀節目《超級模王大道》，歷經半年的挑戰最後奪得冠軍。(2012年2月26日－08月19日)

| 日期    | 主題                                   | 表演内容 | 分數                         |
| ------- | -------------------------------------- | --- | ---------------------------- |
| 2月26日 | 百人海選                               | 模仿費玉清演唱《夢駝鈴》《背叛》《Unchained Melody》 | 過關                         |
| 3月 4日 | 最像模仿50強淘汰賽（上）               | 演唱《送你一把泥土》，額外與歐弟演唱《千里之外》 | 27                           |
| 3月11日 | 史無前例 不可能的搭檔模仿賽            | 與大愷合作《脫口秀》，演唱《我願意》《征服》 | 26                           |
| 3月18日 | 最殘酷考驗 模王PK對決賽                | PK者 Echo，模仿 費玉清 王傑演唱《一場遊戲一場夢》 | 29(平手)                     |
| 3月25日 | 藝人合作賽（上）                       | 與阿咪老師、吳文勛合作演唱《千里之外》《爸，我回来了》《双截棍》 | 22                           |
| 4月 8日 | 我最愛的電視節目合作賽                 | 與 Echo合作《一枝獨秀》《精武門》 | 30(滿分)                     |
| 4月15日 | 踢館軍團來襲 模王生死PK賽Round 1（上） | 被周洋指定PK，模仿MJ費玉清演唱 《Beat it》 | 30(滿分)                     |
| 4月22日 | 踢館軍團來襲 模王生死PK賽Round 1（下） | 與周洋合唱《傳奇》 | 表演                         |
| 4月29日 | 踢館軍團再度來襲Round 2（上）          | ※開場表演《天上人間》，中段與簡語卉合唱《Bad boy》 | 表演                         |
| 5月 6日 | 踢館軍團來襲 模王生死PK賽Round 2（下） | PK者林煒竣，模仿 費玉清vitas《梨花开遍天涯》《Opera #2》,林俊逸飆海豚音 200萬人收看《模王》,他以小哥唱腔詮釋俄羅斯民謠，也模仿俄羅斯高音男歌手Vitas，飆海豚音那刻，締造3.6最高收視 | 26(平手),                    |
| 5月13日 | 母親節特別企劃 模王溫馨巨獻            | ※開場表演-模王們獻給媽媽的演出:《 聽媽媽的話》，與張静沄合作《但願人長久》《因為愛情》，结尾與翁立友合唱《誰人甲我比》 | 30(滿分)                     |
| 5月20日 | 宿命決鬥 模王聯盟踢館賽                | ※開場表演《一枝獨秀》， PK者簡語卉梅東生，與大愷合作脫口秀，演唱《外好汝甘知》《軋車》 | 27(平手)                     |
| 5月27日 | 地表最強！！藝人模王總動員             | ※開場表演《终结孤單》，與楊培安合作演唱《我的未來不是夢》《我期待+Opera#2》，媽媽點歌《我只在乎你》,《模王》已進入前10強賽，最高收視落在林俊逸飆海豚音的4.41（收視人口97萬2000人）,他３度締造最高收視，是收視保證 | 60/60                        |
| 6月 3日 | 跨領域各界達人合作賽                   | 與 無雙樂團合作《白牡丹》《無樂不作》，媽媽點歌《古月照今塵》,最高收視率依然落在林俊逸的表演，收視衝到4.91,他4度締造最高收視 | 30(滿分)                     |
| 6月10日 | 破天荒！！不可思議模王合作賽           | 與 林志炫合作《認错》《Night Fever》《夏天的浪花》，媽媽點歌《星夜的離別》,255萬人挺《模王》 林俊逸最夯，林俊逸與林志炫的表演，收視衝到6.02（單分鐘收視人口132萬9000人），比上回多了1.11 | 30(滿分),他第5度締造最高收視 |
| 6月17日 | 空前絕後！！模王超強聯盟組合           | 額外與蕭敬騰合唱《親密愛人》，演唱《我要為你歌唱》，與方宥心合作《卡門》《打噴嚏》《我要飛上青天》,林俊逸與方宥心合唱的〈打噴嚏〉又創下最高收視4.96。他第6度締造最高收視 | 28                           |
| 6月24日 | 聯手出擊！！模王達人終極合作賽         | 與Focal Plus合作以A Cappella形式演唱《恰似你的温柔》《只要我長大》《鼓聲若響》，媽媽點歌《愛的禮物》,林俊逸連７周奪下收視高峰 | 30(滿分)                     |
| 7月 1日 | 模王一對一殘酷PK賽                     | Pk者大愷，與陳思安合作演唱《酒後的心聲》《傷心酒店》《家後》，配音達人陳思安合唱江蕙（二姊）招牌曲，創下4.8最高收視（每分鐘收視人口105.8萬人），他第8次包辦最高收視紀錄。媽媽點歌與徐佳瑩合唱《樹枝孤鳥》 | 29(勝)                       |
| 7月8日  | 超越極限！！評審指定挑戰賽             | 指定國標舞，《愛情恰恰》(恰恰)《一翦梅》（倫巴），《模王》收視王依舊是模仿費玉清的林俊逸，他表演國標舞時收視衝上4.57（單分鐘收視人口為100萬7000人），已是第9度當上收視冠軍。媽媽點歌《快樂的出航》 | 30(滿分)                     |
| 7月15日 | 朝夢想前進！！模王冠軍積分賽Round 1    | 與蕭煌奇合作演唱《你是我的眼》《没那麼簡單》《小甜甜》（蕭模仿陳雷林模仿蔡秋鳳）《阿嬷的话》，媽媽點歌《一生守候》,林俊逸與蕭煌奇合唱〈你是我的眼〉、〈沒那麼簡單〉、〈阿嬤的話〉，已是第10度當上收視冠軍,創下5.23最高收視，每分鐘115萬3000人收看。                                                                                     | 30(滿分)                     |
| 7月22日 | 誰與爭鋒！！冠軍積分賽Round 2          | 與賀一航合作，林模仿多位歌手《鳳凰于飛》《巧合》（鳳飛飛）《舞女》（陳小雲）《三月里的小雨》（劉文正）《舞孃》,無論是鳳飛飛、陳小雲還是劉文正，他都抓住精隨，最後還用小哥的身段演唱蔡依林的《舞孃》，讓賀一航驚呼簡直是「雌雄同體」。，媽媽點歌《三寸天堂》,最高點5.3仍落在林俊逸,第11度當上收視冠軍,                                   | 30(滿分)                     |
| 7月29日 | 卯足全力！！冠軍積分賽Round 3          | 與南方二重唱、李建復、董運昌合作演唱《曠野寄情》《阿美阿美》《秋蟬》《龍的傳人》《浮雲游子》，媽媽點歌《香蕉船》,他優異表現獲得義大利品牌giulianoFujiwara贊助西服，提供他一套８萬頂級訂製服，合身剪裁修飾了林179公分、57公斤的清瘦身材。                                                                                                | 29                           |
| 8月5日  | 背水一戰！！模王七、八名決定賽         | 與晶晶兒童合唱團合作演唱《外婆的澎湖灣》《大海啊故鄉》《挑夫》，媽媽點歌《落雨聲》,《模王》收視最高點仍落在林俊逸表演，第13度當上收視冠軍,約4.75、人口數約104.6萬人次。 | 28                           |
| 8月12日 | 最後一戰 模王總冠軍賽                  | 第一部分多媒體運用 《水汪汪》《愛神的箭》《眉飛色舞》，第二部分與影像做脱口秀， 第三部分多人模仿《愛情恰恰》（陳小雲）《金包銀》（蔡秋鳳）《没那麼簡單》（二胡）《Opera#2》（vitas）,《超級模王大道》12日播總決賽，最高點落在冠軍林俊逸「人聲樂器四部合唱」上，衝破7.05，收視人口數為155萬4000人，第14度當上收視冠軍,也是同時段全台冠軍 | 30(總成績29.55獲得冠軍)      |
| 8月19日 | 特別企劃！！超級模王大賞               | 最經典角色獎，與亂弹阿翔合唱《完美落地》《一翦梅》最佳網路人氣獎，结尾部分進入到華人星光大道2的場地與關詩敏合唱《今天你要嫁给我》 |                              |

## 電視主持
- 台視樂光寶盒 (2012年11月26日－2013年3月6日)
- 公視音樂萬萬歲第三季
- 華視星光大道 (台灣節目) (2015年8月15日－2015年11月28日)
- 中視超級歌喉讚代班主持
- 八大電視台就愛瘋音樂 （2019年1月27日-     ）
- 東風衛視美食歡樂頌 （2024年11月11日-     ）

## 電視戲劇
- 台視 加油！美玲
- 大愛 阿燕
- 緯來自製電視電影 把我娶回家 友情客串
- 公視 追夢 Do Re Mi
- 華視、公視台語台 拜六禮拜 特別演出

## 活動主持
- 《卡通夢公園》園遊會主持
- 台中華納威秀影城開幕活動主持
- 《郎姑的脫口秀－台灣怪奇錄之女人 瘦不了》演出記者會主持
- 中華民國血友病協會病童關島生活體驗營餐會司儀及隨團翻譯
- L’Oreal Paris清爽淨逗持續淨化系列產品發表會主持人
- 2004 Ansleep髮型創意大賽Model
- 環亞假日廣場開幕記者會主持人
- 中國信託 玫瑰大眾唱片In music we trust反盜版聯名卡 人偶配音
- 揚迪科技Hitachi HTG100/200手機商品發表記者會主持人
- 嚴家淦先生百年誕辰記念活動 詩詞朗頌

## 獎項紀錄

### 金曲獎
| 年份 | 獲提名           | 獎項             | 結果 |
| ---- | ---------------- | ---------------- | ---- |
| 1992 | 《用愛擁抱世界》 | 新人獎           | 提名 |
| 2024 | 《上好的一年》   | 最佳台語男歌手獎 | 提名 |

### 金鐘獎
| 年份 | 獲提名          | 獎項             | 結果 |
| ---- | --------------- | ---------------- | ---- |
| 2013 | 《樂光寶盒》    | 綜藝節目主持人獎 | 提名 |
| 2015 | 《音樂萬萬歲3》 | 綜藝節目主持人獎 | 提名 |
| 2016 | 《音樂萬萬歲3》 | 綜藝節目主持人獎 | 提名 |
| 2016 | 《星光大道》    | 綜藝節目主持人獎 | 提名 |

1991－2010
- 1991年 五燈獎小朋友歌唱組五度五關 得主[20]
- 1992年 第四屆金曲獎 最佳新人獎 入圍者
- 2006年 桃園國際歌謠節《全國歌謠瘋》歌謠創作大賽第二名

2011
- 浙江衛視「非同凡响」歌唱比賽 第五名
- 華人星光大道第一季踢館魔王 四連勝

2012
- 第一屆超級模王大道 冠軍[21]
- YAHOO名人娛樂2012潛力之星獎 第一名[22]

2013
- 第二屆完全娛樂金驚獎最佳新人獎[23]
- 壹週刊最具潛力男歌手第三名
- 《eTV 十大巨星》 —— 1. 胡宇威 2. 陳庭妮 3. 林俊逸 4. 曾沛慈 5. SHE 6. 畢書盡 7. 汪東城 8. 五月天 9. 黃鴻升 10. 朱俐靜[24]
- 台灣之音龍虎榜年終總排行

第一名 月光河 146815票；第二名 讓世界都聽見 85065票；第三名 Ave Maria 69823票
- 大陸搜狐網新聲榜——林俊逸《月光河》MV

網友票選排名: 第 2 名；綜合排名: 第 5 名；評審團排名: 第 6 名；分享排名: 第 8 名
- 中廣音樂網@幸福 DJ 林威——2013年度10大幸福代表作—— 心有靈犀/林俊逸[26]
- 與侯佩岑主持樂光寶盒，入圍第48屆金鐘獎電視類綜藝節目主持人獎。

2014
- 深圳卫视中国音超－隊員網路人氣票選第二名[27]

2015
- 與黃韻玲主持音樂萬萬歲3，入圍第50屆金鐘獎 電視類綜藝節目主持人獎

2016
- 與黃韻玲主持音樂萬萬歲3;與陶晶瑩、吳怡霈主持星光大道入圍第51屆金鐘獎 電視類綜藝節目主持人

2024
- 以《上好的一年》專輯入圍第35屆金曲獎最佳台語男歌手獎

## 教學經歷
1. 國防管理學院崇廉合唱團藝術指導老師
2. 春禾劇團表演學堂歌唱訓練老師
3. 如果兒童劇團戲劇教學中心教師
4. 美國復臨中學音樂教師
5. 淡江大學合唱團助理指揮、副指揮
6. 淡江中學雙語班音樂教師
7. 盤子男聲四重唱音樂總監
8. 2005全國表演藝術博覽會專題肢體/聲音表演課講師

## 外部連結
- 林俊逸 Sean的Facebook專頁
- Yahoo!奇摩名人娛樂——林俊逸  （页面存档备份，存于）
- 魔鏡歌詞網 （页面存档备份，存于）